# Station La Roche
Station La Roche is een spoorwegstation langs spoorlijn 140 (Charleroi-Ottignies) bij het dorp La Roche in de Waals-Brabantse gemeente Court-Saint-Étienne. Het is nu een stopplaats.
In het spoorboekje wordt het station aangeduid als 'La Roche (Brabant)', om verwarring te voorkomen met het veel meer bekende La Roche-en-Ardenne (provincie Luxemburg), dat geen station heeft.

## Treindienst
| Serie       | Treinsoort               | Route                                                             | Bijzonderheden                                            |
| ----------- | ------------------------ | ----------------------------------------------------------------- | --------------------------------------------------------- |
| S 61        | S-trein Charleroi (NMBS) | Waver – La Roche – Charleroi-Centraal – Jambes                    | Rijdt in de week 2×/u tussen Jambes - Charleroi-Centraal. |
| P 7750/8750 | Piekuurtrein (NMBS)      | [ Erquelinnes – ] / [ Ottignies – La Roche – ] Charleroi-Centraal | Rijdt alleen op werkdagen.                                |

## Galerij

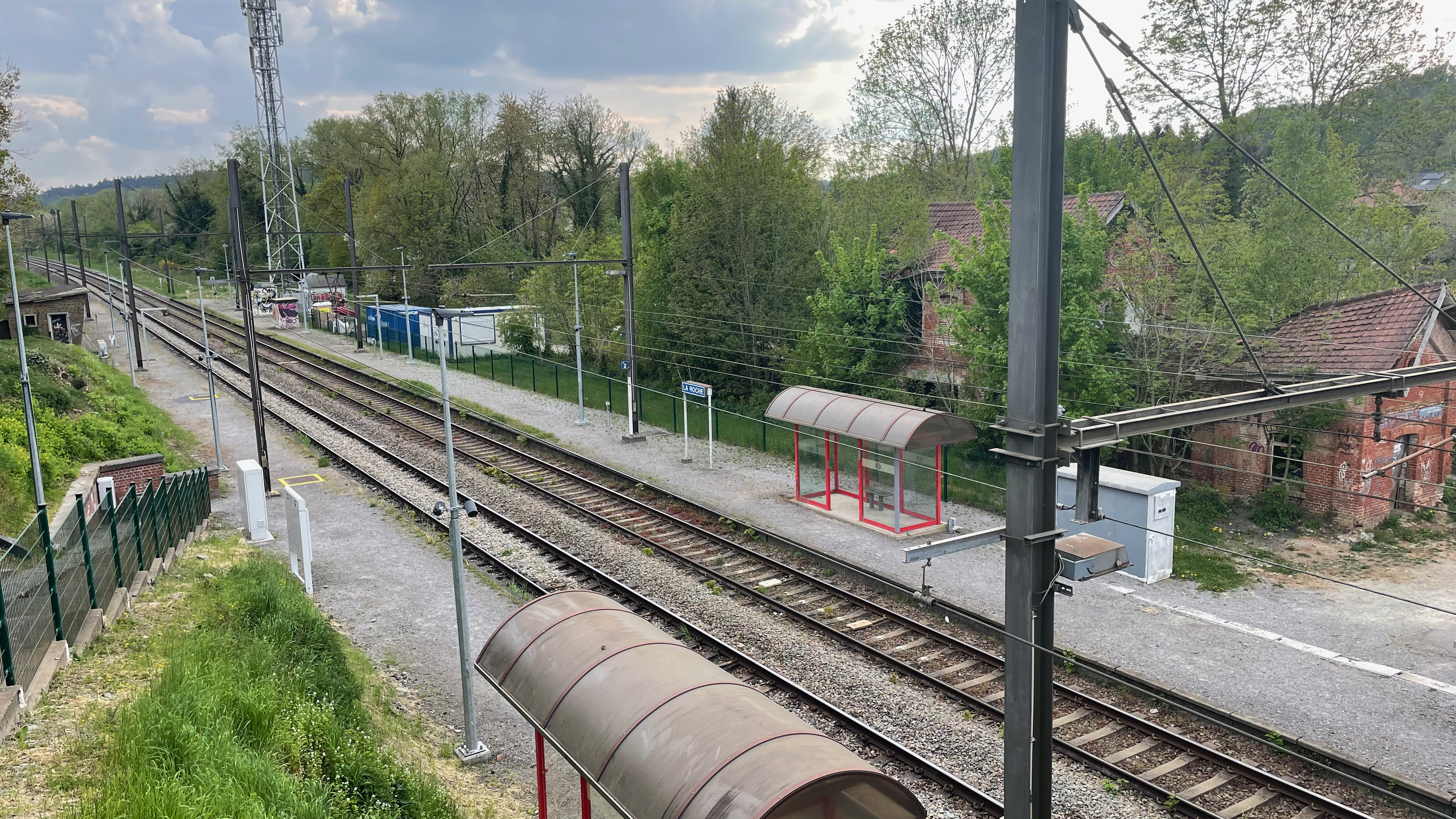
Zicht op het station
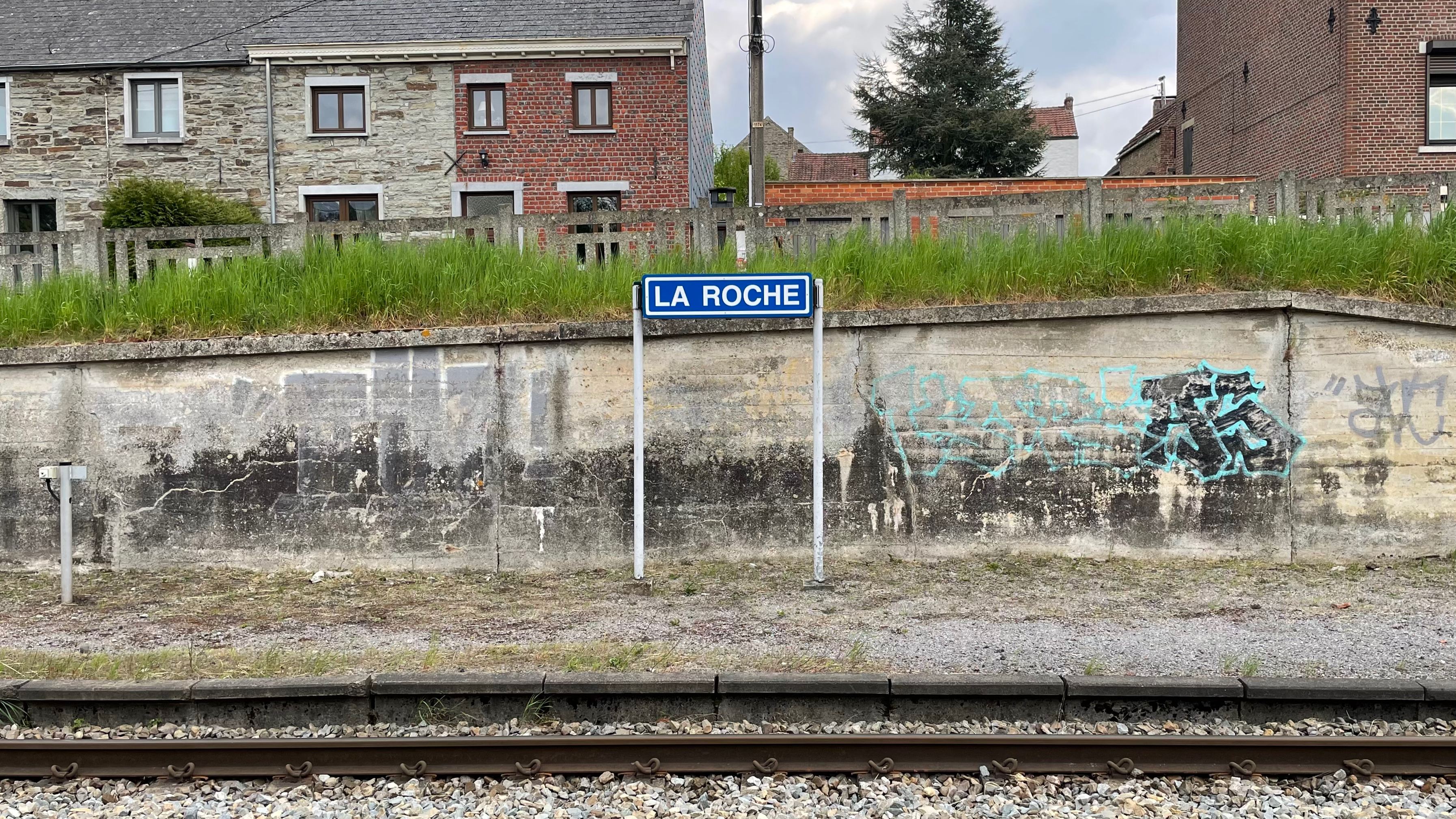
Plaatsnaambord
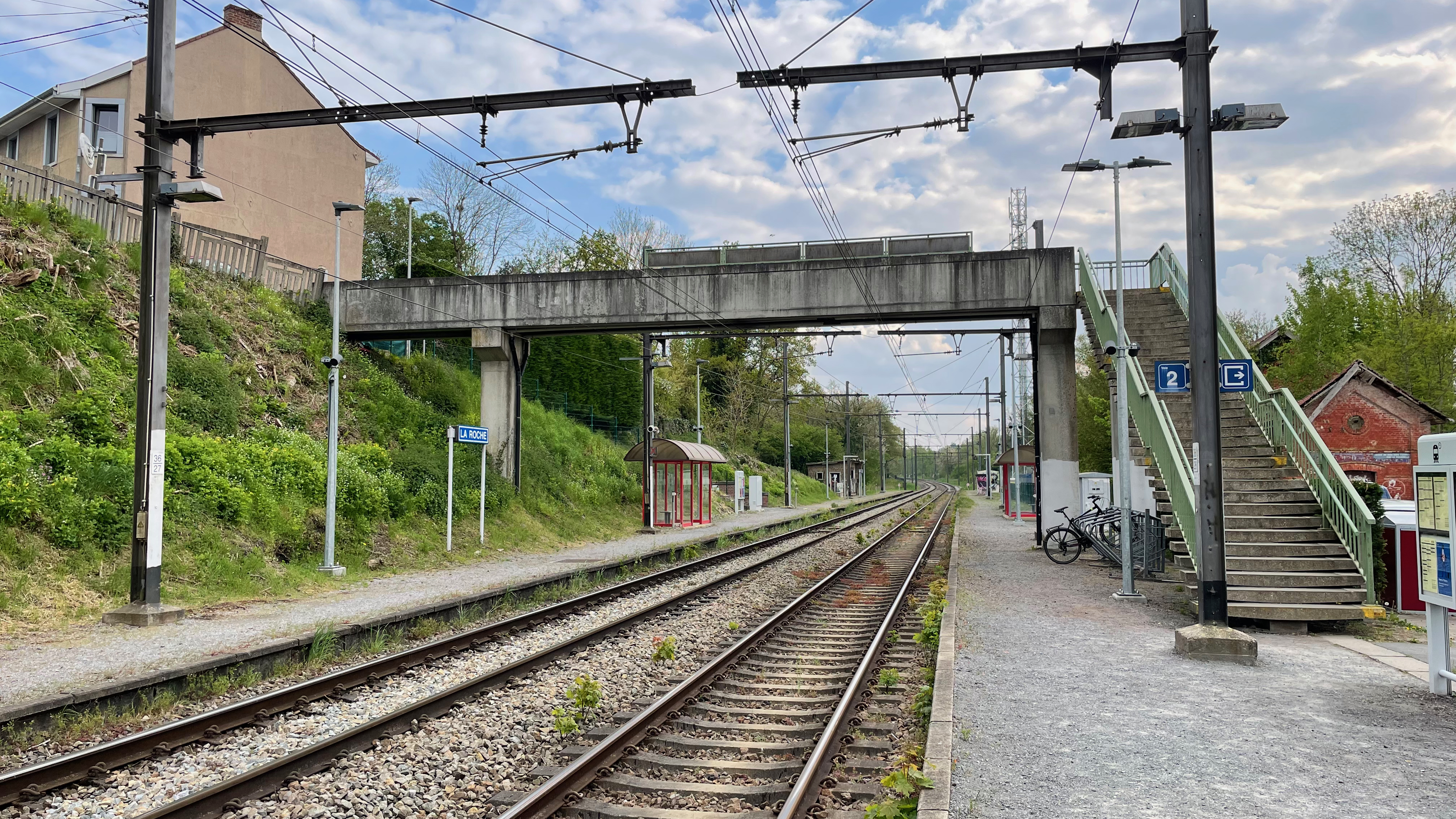
Zicht op het perron

## Reizigerstellingen
De grafiek en tabel geven het gemiddeld aantal instappende reizigers weer op een week-, zater- en zondag.
| Tabel: aantal instappende reizigers station La Roche | Tabel: aantal instappende reizigers station La Roche | Tabel: aantal instappende reizigers station La Roche | Tabel: aantal instappende reizigers station La Roche |
|                                                      | Weekdag                                              | Zaterdag                                             | Zondag                                               |
| ---------------------------------------------------- | ---------------------------------------------------- | ---------------------------------------------------- | ---------------------------------------------------- |
| 1977                                                 | 187                                                  | 25                                                   | 23                                                   |
| 1978                                                 | 185                                                  | 25                                                   | 25                                                   |
| 1979                                                 | 173                                                  | 30                                                   | 13                                                   |
| 1980                                                 | 161                                                  | 34                                                   | 27                                                   |
| 1981                                                 | 175                                                  | 36                                                   | 33                                                   |
| 1982                                                 | 187                                                  | 50                                                   | 27                                                   |
| 1983                                                 | 154                                                  | 27                                                   | 43                                                   |
| 1984                                                 | 112                                                  | 32                                                   | 30                                                   |
| 1985                                                 | 147                                                  | 42                                                   | 25                                                   |
| 1986                                                 | 141                                                  | 32                                                   | 25                                                   |
| 1987                                                 | 160                                                  | 35                                                   | 23                                                   |
| 1988                                                 | 134                                                  | 36                                                   | 31                                                   |
| 1989                                                 | 160                                                  | 33                                                   | 27                                                   |
| 1990                                                 | 92                                                   | 33                                                   | 20                                                   |
| 1991                                                 | 139                                                  | 43                                                   | 40                                                   |
| 1992                                                 | 139                                                  | 40                                                   | 35                                                   |
| 1993                                                 | 146                                                  | 28                                                   | 38                                                   |
| 1994                                                 | 140                                                  | 29                                                   | 26                                                   |
| 1995                                                 | 125                                                  | 22                                                   | 60                                                   |
| 1996                                                 | 148                                                  | 29                                                   | 30                                                   |
| 1997                                                 | 154                                                  | 37                                                   | 20                                                   |
| 1998                                                 | 153                                                  | 25                                                   | 14                                                   |
| 1999                                                 | 119                                                  | 33                                                   | 20                                                   |
| 2000                                                 | 134                                                  | 25                                                   | 20                                                   |
| 2001                                                 | 150                                                  | 28                                                   | 20                                                   |
| 2002                                                 | 157                                                  | 28                                                   | 23                                                   |
| 2003                                                 | 157                                                  | 36                                                   | 27                                                   |
| 2004                                                 | 147                                                  | 32                                                   | 18                                                   |
| 2005                                                 | 152                                                  | 34                                                   | 34                                                   |
| 2006                                                 | 173                                                  | 32                                                   | 27                                                   |
| 2007                                                 | 151                                                  | 28                                                   | 27                                                   |
| 2008                                                 | -                                                    | -                                                    | -                                                    |
| 2009                                                 | 145                                                  | 29                                                   | 35                                                   |
| 2010                                                 | -                                                    | -                                                    | -                                                    |
| 2011                                                 | -                                                    | -                                                    | -                                                    |
| 2012                                                 | 180                                                  | 38                                                   | 34                                                   |
| 2013                                                 | 190                                                  | 34                                                   | 28                                                   |
| 2014                                                 | 121                                                  | 28                                                   | 23                                                   |
| 2015                                                 | 157                                                  | 34                                                   | 21                                                   |
| 2016                                                 | 139                                                  | 42                                                   | 22                                                   |
| 2017                                                 | 172                                                  | 41                                                   | 26                                                   |
| 2018                                                 | 160                                                  | 38                                                   | 22                                                   |
| 2019                                                 | 164                                                  | 25                                                   | 24                                                   |
| 2020                                                 | 118                                                  | 18                                                   | 25                                                   |
| 2021                                                 | -                                                    | -                                                    | -                                                    |
| 2022                                                 | 143                                                  | 60                                                   | 69                                                   |
| 2023                                                 | 211                                                  | 76                                                   | 61                                                   |
| 2024                                                 | 204                                                  | 57                                                   | 69                                                   |

0,0: Ottignies ·
2,1: Céroux-Mousty ·
3,0: Court-Saint-Étienne ·
7,3: Faux ·
8,5: La Roche ·
12,0: Villers-la-Ville ·
13,4: Strichon ·
15,6: Tilly ·
17,5: Marbisoux ·
19,0: Marbais ·
21,1: Ligny ·
24,0: Fleurus ·
26,2: Wangenies ·
28,9: Ransart ·
31,0: Bois-Noël ·
32,1: Lodelinsart ·
33,4: La Planche ·
34,8: Dampremy ·
35: Dampremy-Charbonnage ·
36,0: Marcinelle